# كاثرين مارشال
كاثرين مارشال (بالإنجليزية: Catherine Marshall)‏ (27 سبتمبر 1914، جونسون سيتي في الولايات المتحدة - 18 مارس 1983)؛ روائية أمريكية.

## روابط خارجية
- كاثرين مارشال على موقع إن إن دي بي (الإنجليزية)